# サルノキング
サルノキング（欧字名:Saruno King、1979年3月22日 - 不明）は、日本の競走馬、種牡馬。主な勝ち鞍に1982年の東京4歳ステークス、弥生賞。スプリングステークス時の八百長疑惑（サルノキング事件）でも知られる。

## 経歴

### 競走馬時代
デビュー戦こそ単勝2番人気の3着と惜敗するも、その後レコード勝ち1回を含めて4連勝。暮れの目標であった阪神3歳ステークスは直前の体調不良で出走取消となるも、その後も東京4歳ステークス、弥生賞と連勝を重ねる。出走取消はレースをしていないと見なされるのでここまで6連勝を含む7戦6勝という順調な出世ぶりで、この世代の馬の中では抜けた力の持ち主、クラシック戦線の主役として、スプリングステークスに臨んだ。

#### サルノキング事件
（サルノキング事件の記事も参照。）
スプリングステークスでサルノキングは1番人気に支持された。2番人気は「華麗なる一族」出身で当時史上最高金額で取引された話題馬・ハギノカムイオーである。スタートしてまもなく、ハギノカムイオーはいつものように先頭に立つ。サルノキングは後方2番手の馬からさらに20馬身ほど離れた最後方をたった1頭で進む。サルノキングは東上してから先行するレースを続けていたため、これは大方の予想に反する展開となった。そして、まだ中盤の第2コーナーからサルノキングはロングスパートをかけて上がっていき、一気に先行集団に取り付いたため、場内は騒然となった。しかし最後の直線に入ると失速し、楽なペースで逃げることのできたハギノカムイオーがそのまま逃げ切った。サルノキングは4着を確保したとはいえ、関東でのレースしか知らない者にとっては不可解極まるレース振りでの敗戦と見えた。この騎乗に八百長疑惑がかけられ、サルノキング事件と呼ばれるようになった。
のちにこのレース中に重度の骨折をしていたことが判明、サルノキングは骨折から復帰することはできず、そのまま競走馬引退を余儀なくされた。

### 引退後
引退後は種牡馬となったものの、札幌日経オープンでホクトベガの2着に食い込んで小波乱を演出したモガミサルノなどを出すに止まった。1993年10月付で用途変更され種牡馬を引退、その後の動向は不明である。
なお、当馬に惚れ込んでいた田原が後年原作者となった漫画・「競馬狂走伝ありゃ馬こりゃ馬」（土田世紀作画）では、主人公の騎手・氷室翔が騎乗するダービー馬・シンケンの父がサルノキングという設定になっている。また作中でサルノキングについても言及している。

## 血統表
| サルノキングの血統(オーエンテューダー系 / Nearco 5×5=6.25%) | サルノキングの血統(オーエンテューダー系 / Nearco 5×5=6.25%) | サルノキングの血統(オーエンテューダー系 / Nearco 5×5=6.25%) | （血統表の出典）     | （血統表の出典） |
| 父 *テュデナム Tudenham 1970 黒鹿毛 イギリス                | 父の父Tudor Melody 1956 黒鹿毛 イギリス                     | Tudor Minstrel                                              | Owen Tudor           | Owen Tudor       |
| 父 *テュデナム Tudenham 1970 黒鹿毛 イギリス                | 父の父Tudor Melody 1956 黒鹿毛 イギリス                     | Tudor Minstrel                                              | Sansonnet            |                  |
| 父 *テュデナム Tudenham 1970 黒鹿毛 イギリス                | 父の父Tudor Melody 1956 黒鹿毛 イギリス                     | Matelda                                                     | Dante                | Dante            |
| 父 *テュデナム Tudenham 1970 黒鹿毛 イギリス                | 父の父Tudor Melody 1956 黒鹿毛 イギリス                     | Matelda                                                     | Fairy Hot            |                  |
| 父 *テュデナム Tudenham 1970 黒鹿毛 イギリス                | 父の母Heath Rose 1964 鹿毛 イギリス                         | Hugh Lupus                                                  | Djebel               | Djebel           |
| 父 *テュデナム Tudenham 1970 黒鹿毛 イギリス                | 父の母Heath Rose 1964 鹿毛 イギリス                         | Hugh Lupus                                                  | Sakountala           |                  |
| 父 *テュデナム Tudenham 1970 黒鹿毛 イギリス                | 父の母Heath Rose 1964 鹿毛 イギリス                         | Cherished                                                   | Chanteur             | Chanteur         |
| 父 *テュデナム Tudenham 1970 黒鹿毛 イギリス                | 父の母Heath Rose 1964 鹿毛 イギリス                         | Cherished                                                   | Netherton Maid       |                  |
| 母 シギサン 1962 栗毛 日本                                  | 母の父*ソロナウェー Solonaway 1946 鹿毛 アイルランド        | Solferino                                                   | Fairway              | Fairway          |
| 母 シギサン 1962 栗毛 日本                                  | 母の父*ソロナウェー Solonaway 1946 鹿毛 アイルランド        | Solferino                                                   | Sol Speranza         |                  |
| 母 シギサン 1962 栗毛 日本                                  | 母の父*ソロナウェー Solonaway 1946 鹿毛 アイルランド        | Anyway                                                      | Grand Glacier        | Grand Glacier    |
| 母 シギサン 1962 栗毛 日本                                  | 母の父*ソロナウェー Solonaway 1946 鹿毛 アイルランド        | Anyway                                                      | The Widow Murphy     |                  |
| 母 シギサン 1962 栗毛 日本                                  | 母の母*スタイルパッチ 1950 鹿毛 アメリカ                    | Dog Patch                                                   | Bull Dog             | Bull Dog         |
| 母 シギサン 1962 栗毛 日本                                  | 母の母*スタイルパッチ 1950 鹿毛 アメリカ                    | Dog Patch                                                   | Rose Leaves          |                  |
| 母 シギサン 1962 栗毛 日本                                  | 母の母*スタイルパッチ 1950 鹿毛 アメリカ                    | Style Leader                                                | Cyclops              | Cyclops          |
| 母 シギサン 1962 栗毛 日本                                  | 母の母*スタイルパッチ 1950 鹿毛 アメリカ                    | Style Leader                                                | Minuet F-No.F-No.2-b |                  |